# Мост троллей

«Мост троллей» — фантастический рассказ из серии Плоский мир, написанный английским писателем Терри Пратчеттом. Эта книга относится к циклу про Волшебников и Героев.

## Сюжет
Очередное приключение восьмидесятилетнего героя-варвара Чингиза Коэна. В этот раз он вместе с говорящим конём, которого он купил у какого-то колдуна на аукционе, отправился искать мост, под которым живёт тролль. А всё из-за того, что когда-то, когда Коэн был маленький, отец говорил ему: «Сынок, когда ты сможешь уложить тролля в поединке, ты сможешь все». Итак Коэн нашёл мост и тролля по имени Кварц. Варвар приставил меч к голове тролля. Однако тот, вопреки ожиданиям не стал сопротивляться, а вместо этого позвал жену, которую звали Берилл, и детей, чтобы показать им живую легенду, Коэна-Варвара. Берилл, увидя худого старика в кожаной набедренной повязке, не впечатлилась и вернулась в дом, уведя детей. А Коэн и Кварц стали вспоминать старые времена и обсуждать то, насколько переменился мир. Потом Коэн отдал троллю двенадцать золотых монет (больше у варвара не было) и отправился дальше вместе с говорящим конём.

## Главные герои
Коэн-Варвар
Говорящий конь
тролль Кварц
троллиха Берилл

## Цитаты
— Мой отец, — пискнул Коэн. Варвар вновь смог пошевелиться. — Мой отец, — сказал он. — …говорил мне… — и с трудом перевел дух.
— Сынок, — помог ему конь.
— Что?
— Сынок, — повторил он. — Отцы зовут детей „сынок“, когда готовятся поделиться с ними мудростью. Известный факт.
— Эй, это мои воспоминания.
— Извини.
— Так вот, он сказал… Сынок… хм, да… Сынок, когда ты сможешь уложить тролля в поединке, ты сможешь все.
— Мост троллей

— Нет… Что хорошего в убийстве тролля? Что ты получишь, когда убьешь его?
— Мертвого тролля. Вот в чем суть.
— Мост троллей